# Eerste bedijking der Mijdrechtse droogmakerij
Het Eerste bedijking der Mijdrechtse droogmakerij was een waterschap in de voormalige gemeente Mijdrecht, in de Nederlandse provincie Utrecht.
De drooglegging van deze droogmakerij is een langdurige zaak geweest. De bemaling is in 1790 gestart, maar had geen resultaat. In 1805 wordt een stoomgemaal ingezet (de tweede van Nederland), maar ook dit mocht niet basten. Uiteindelijk grijpt het rijk in 1838 in en wordt de polder in 1845 drooggelegd.